# Class of '99
I Class of '99 sono stati una band alternative rock statunitense di breve vita composta dai membri di alcune famose rock band: Layne Staley degli Alice in Chains come vocalist, Tom Morello dei Rage Against the Machine e degli Audioslave alla chitarra, Stephen Perkins dei Jane's Addiction alla batteria, Martyn LeNoble dei Porno for Pyros al basso e Matt Serletic alle tastiere.
Questi cinque musicisti collaborarono a realizzare le cover di Another Brick in the Wall dei Pink Floyd parti 1 e 2 per la colonna sonora del film The Faculty di Robert Rodriguez. Nel 1999 il singolo di questo brano venne pubblicato con l'etichetta Sony International. Conteneva le versioni di Another Brick in the Wall parte 1 e Another Brick in the Wall parte 2 dei Class of '99, più Haunting Me di Stabbing Westward.
Il video di Another Brick in the Wall parte 2 venne diretto da Jim Shea. Mentre gli altri membri della band vennero filmati per il video del singolo, l'apparizione di Staley consisteva in scene tratte dal Live at The Moore dei Mad Season, del 1995. Il video venne trasmesso per la prima volta nel Gennaio del 1999.
Questa scelta venne presa a causa delle condizioni di salute del cantante che, a causa della sua dipendenza da eroina, erano terribilmente critiche. Quest'ultimo infatti venne trovato morto pochi anni dopo (nell'aprile del 2002) nel suo appartamento di Seattle in seguito a un'overdose da Speedball, un mix di eroina e cocaina.

## Componenti
- Layne Staley (Alice in Chains) - Voce
- Tom Morello (Rage Against the Machine) - Chitarra
- Stephen Perkins (Jane's Addiction) - Batteria
- Martyn LeNoble (Porno for Pyros) - Basso
- Matt Serletic - Tastiere

## Discografia

### Singoli
- 1999 - Another Brick in the Wall - Sony Music